# Cathedral of Learning
La Cathedral of Learning (Cattedrale dell'apprendimento) è un grattacielo di 42 piani facente parte dell'Università di Pittsburgh nella città di Pittsburgh, Pennsylvania.

## Storia
L'idea della costruzione venne nel 1921 da parte del rettore dell'università dell'epoca, John Gabbert Bowman, sul terreno che ospitava il campus universitario, grazie ad un finanziamento di 2,5 milioni di dollari ottenuto dalla famiglia Mellon.
Progettato dall'architetto Charles Klauder, l'edificio è alto 163 metri (535 piedi) suddivisi in 42 piani ed è dotato di 12 ascensori.
I lavori per la sua costruzione iniziarono nel 1926 e fu completato nel 1936 nello stile neogotico di cui è uno degli ultimi rappresentanti.
I primi corsi si tennero nel 1931 e l'inaugurazione ufficiale fu nel giugno 1937.
L'edificio è stato classificato monumento storico nel 1975.
Alla fine del 2009 era ancora uno dei dieci edifici più alti di Pittsburgh, uno dei più alti al mondo dedicati all'istruzione, e il secondo più alto al mondo in stile neogotico dopo il Woolworth Building di New York.

## Descrizione

### Sale
La parte principale del primo piano della cattedrale è la "Commons Room", una sala in stile gotico inglese del XV secolo che misura 2.000 m2 e si estende su quattro piani, raggiungendo un'altezza di 16 m (52 piedi). 
Questa sala è stata costruita con le tecniche della vera architettura gotica; nessun supporto in acciaio è stato utilizzato nella costruzione dei suoi archi. Ogni arco è un vero arco che sostiene il proprio peso. I pilastri centrali servono solo a nascondere la struttura in acciaio che sostiene i piani superiori dell'edificio.

#### Sale nazionali
L'edificio dispone di stanze dedicate alle università di 31 nazioni straniere al primo e al terzo piano. 29 di queste sale sono adibite ad aula scolastica e 2 sono adibite a mostre o ad occasioni speciali.
| - Africa - Armenia - Austria - Cina - Cecoslovacchia - America - inghilterra |  | - Francia - Germania - Grecia - Ungheria - India - Irlanda - Israele |  | - Italia - Giappone - Lituania - Corea - Norvegia - Filippine - Polonia |  | - Romania - Russia - Scozia - Svezia - Svizzera - Siria-Libano - Turchia |  | - Ucraina - Galles - Iugoslavia |

## Galleria d'immagini

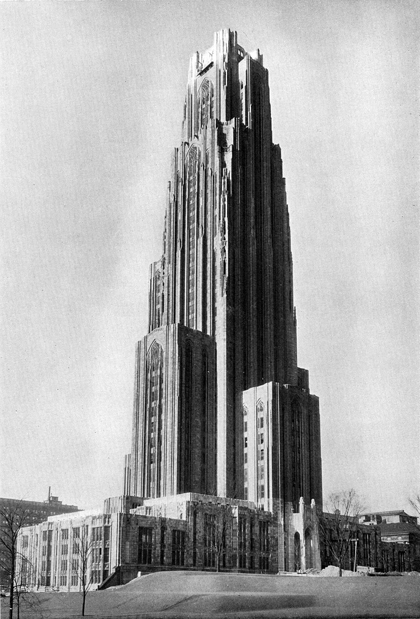
La Cathedral of Learning nel 1935
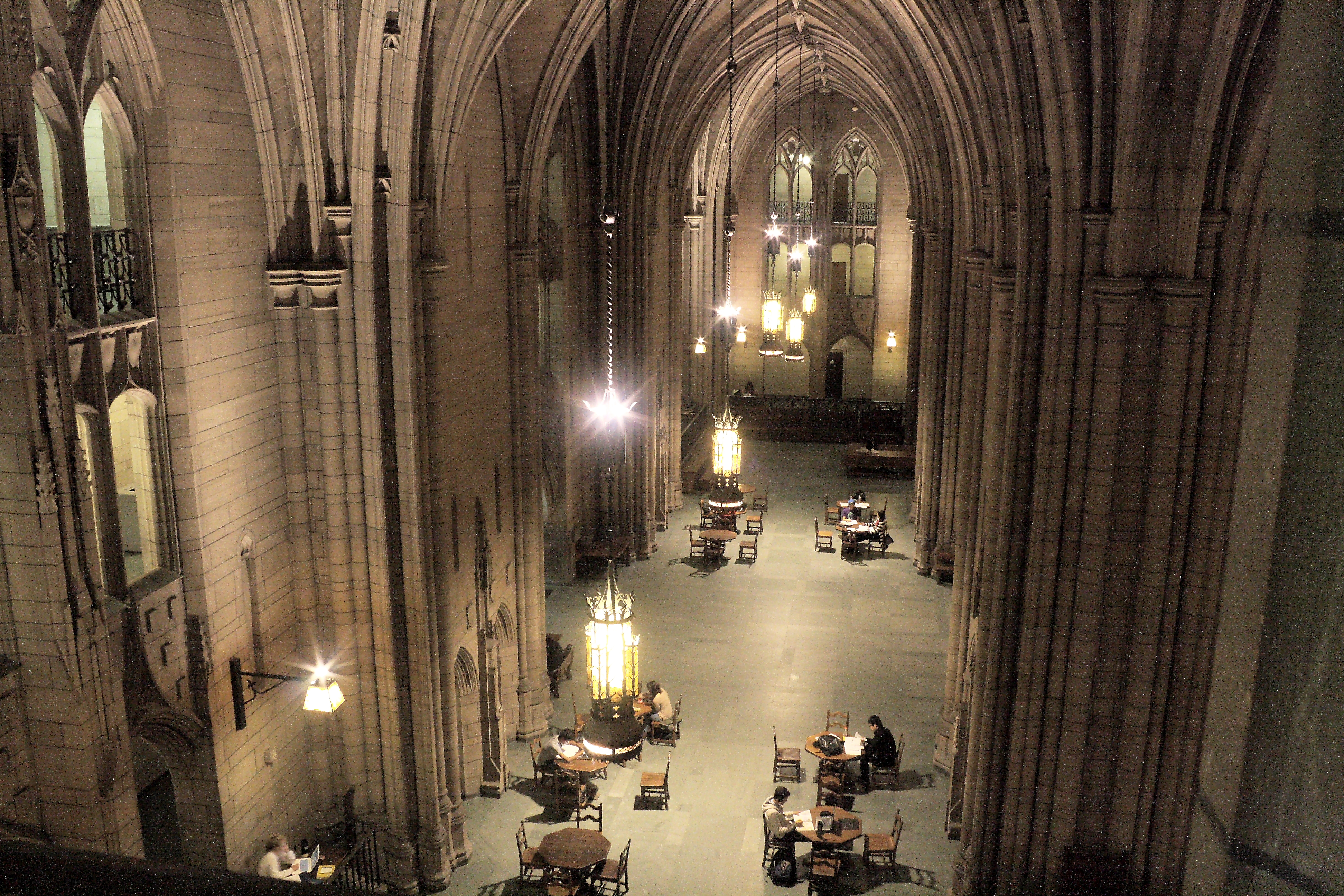
Sala Comune
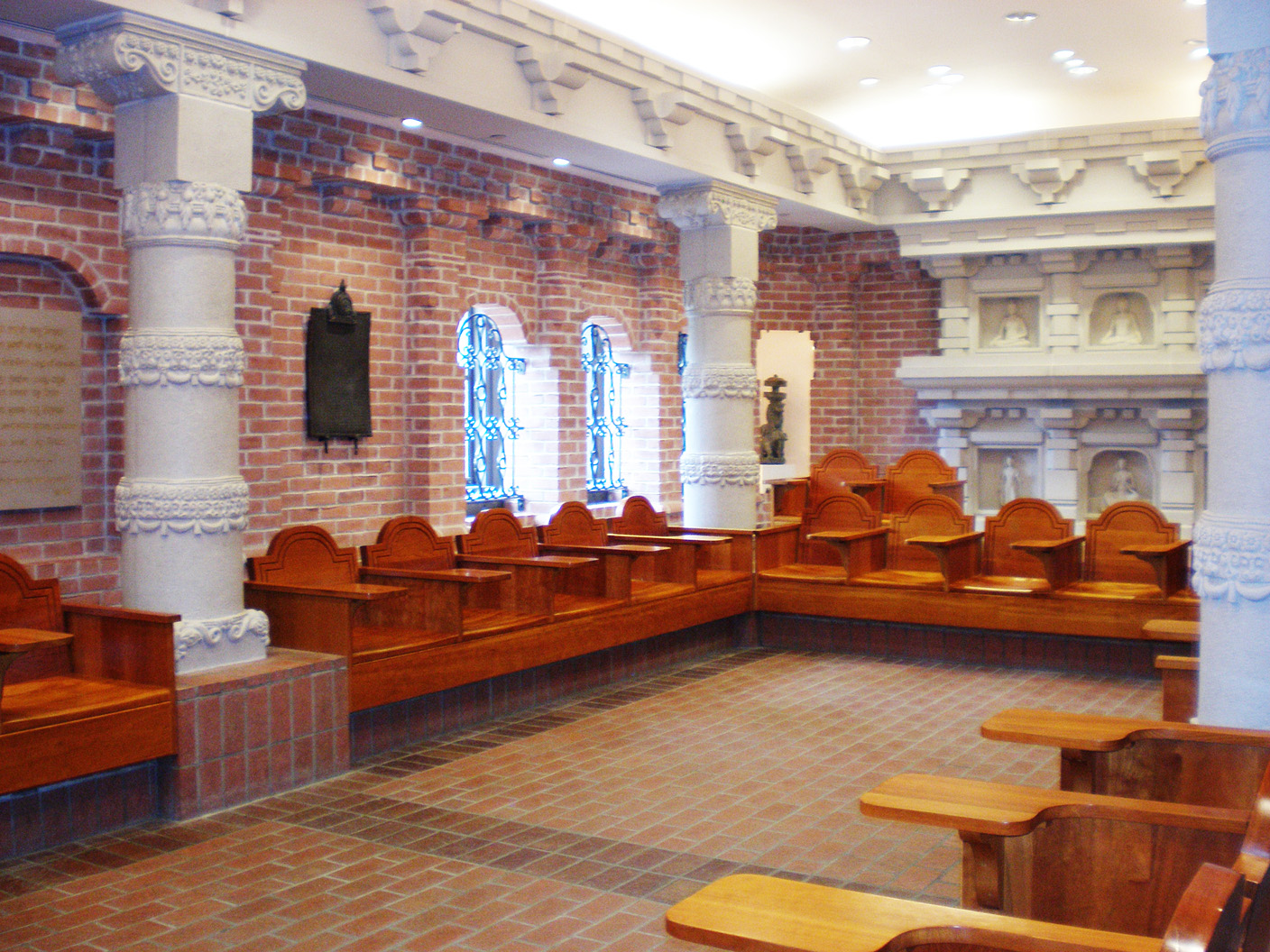
La Sala Indiana
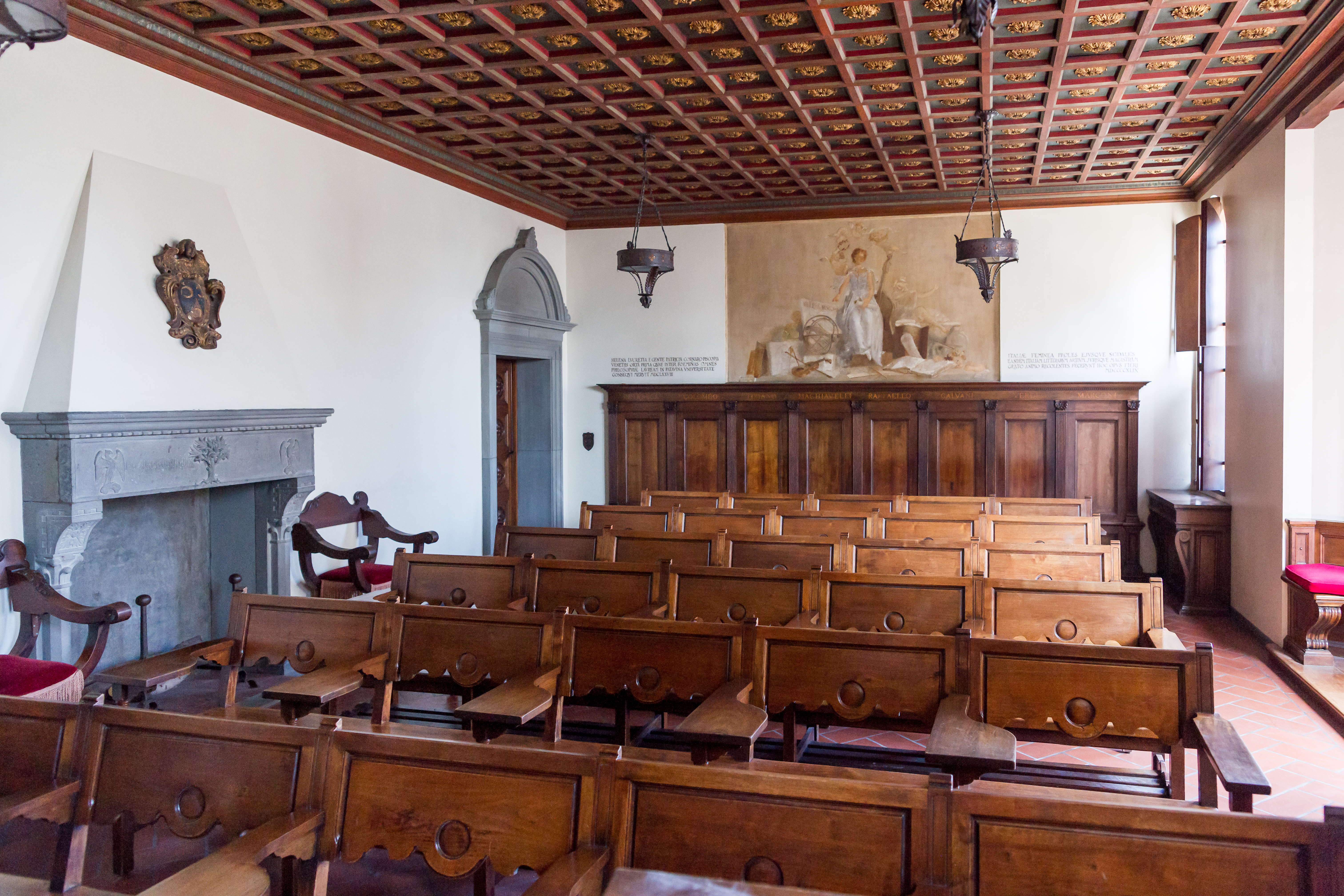
La Sala Italiana
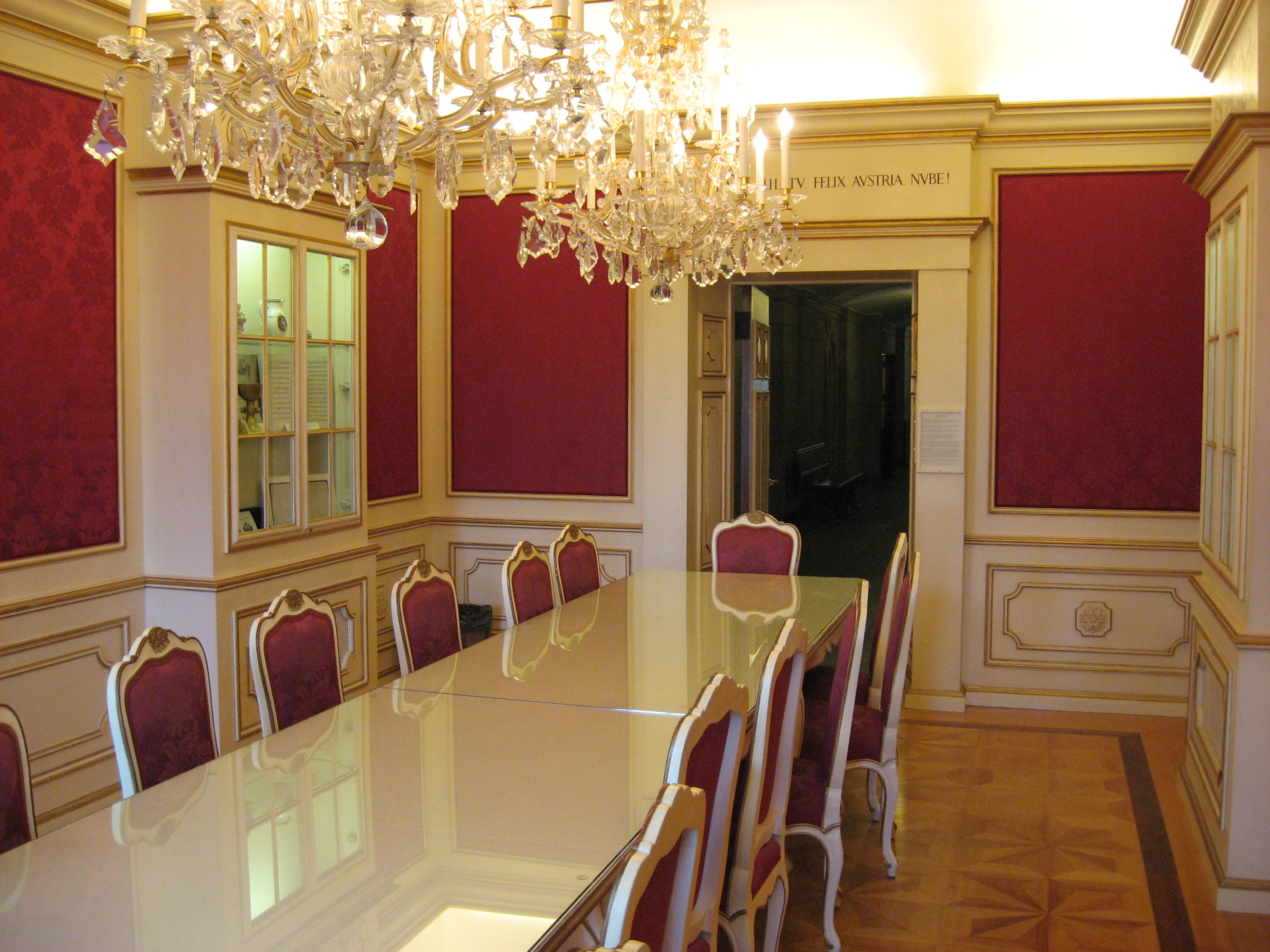
La Sala Austriaca
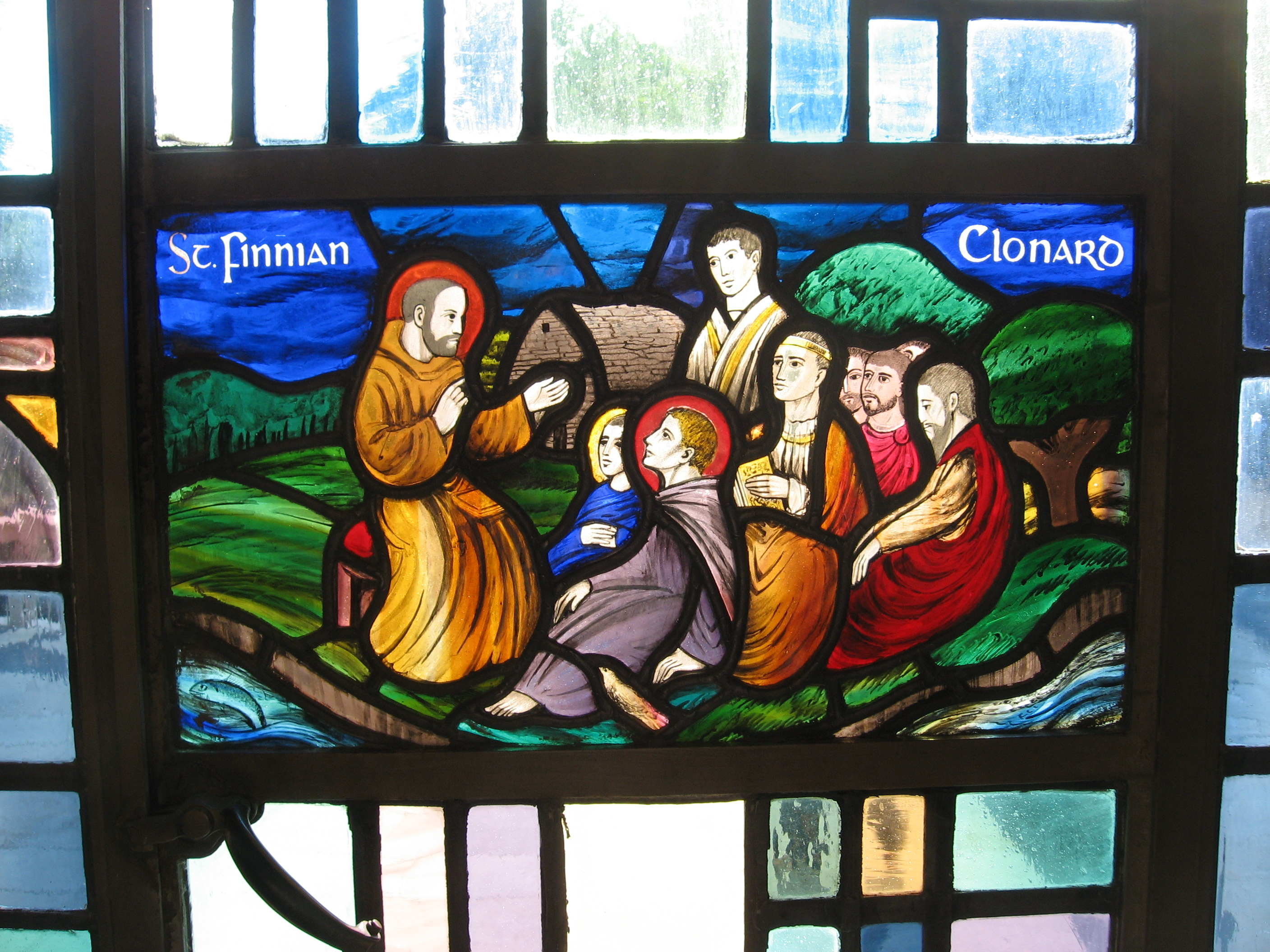
Vetrata nella Sala Irlandese
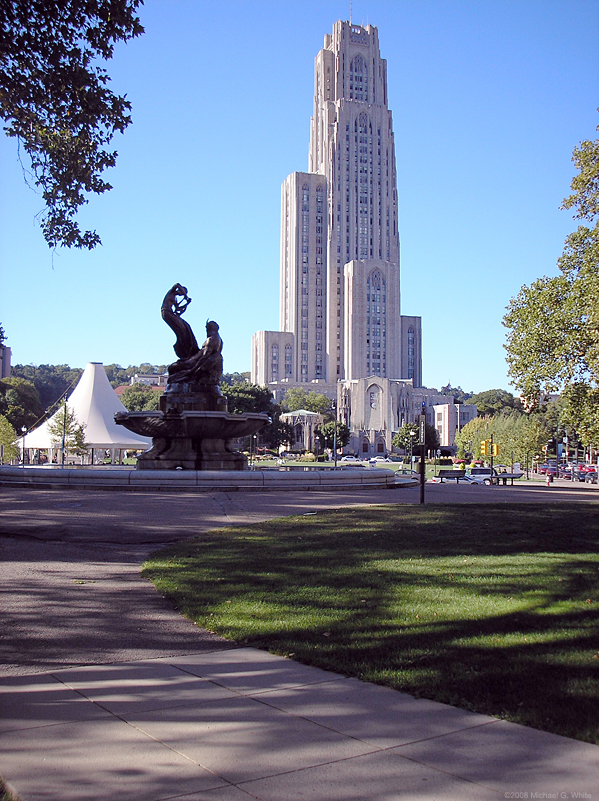
La Cattedrale dell'Apprendimento.
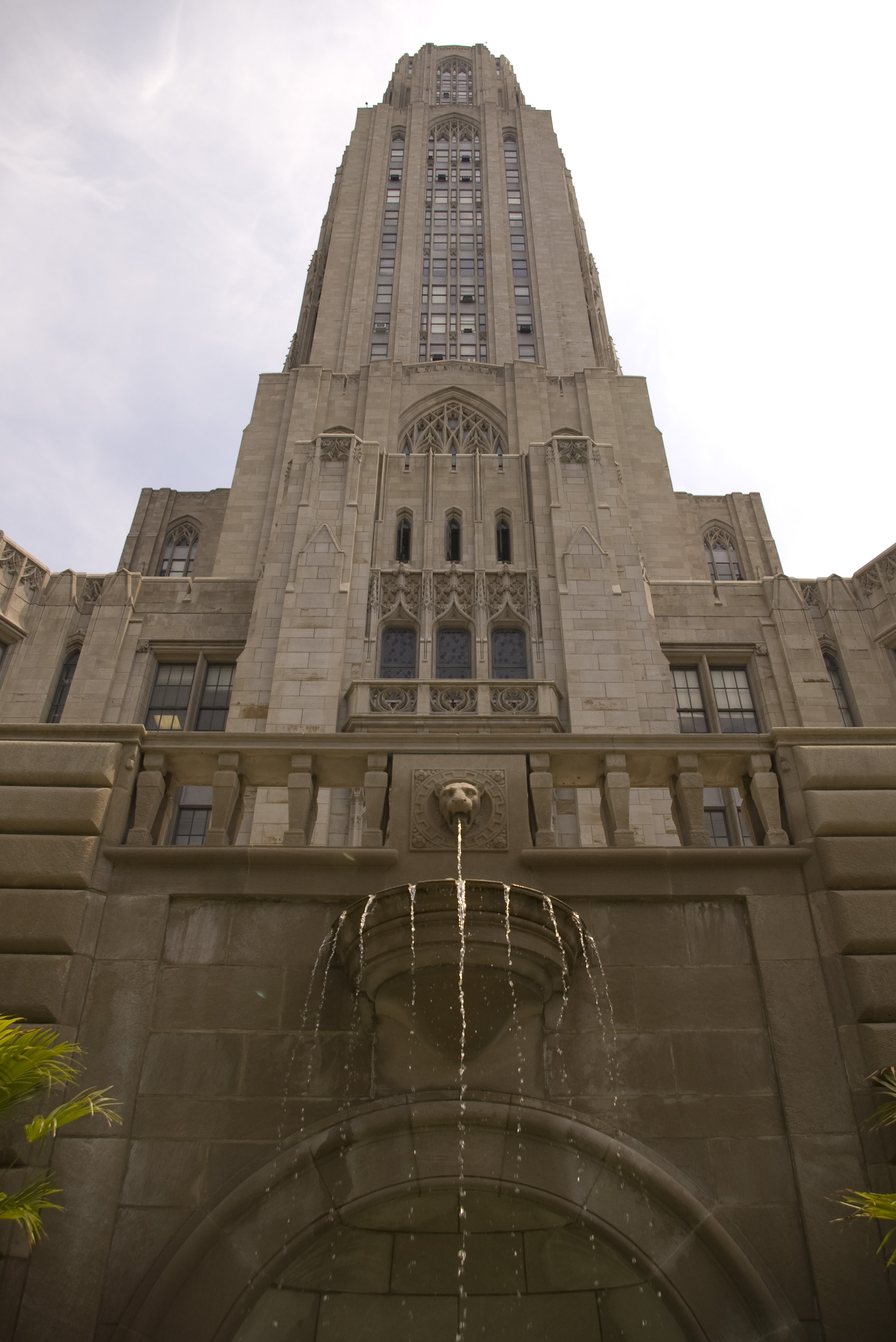
Fontana di fronte all'entrata della Cathedral of Learning.
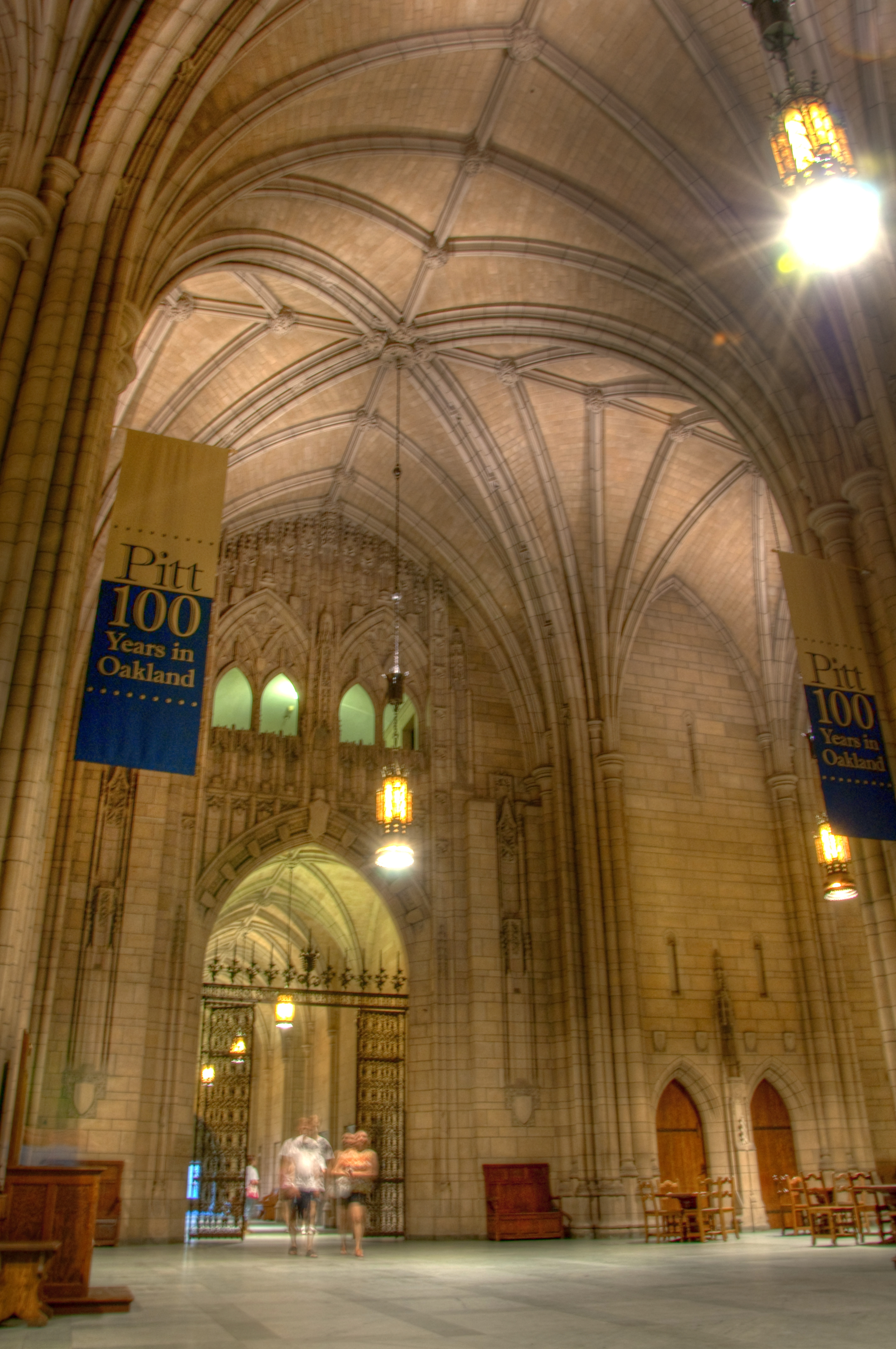
L'atrio della Cathedral of Learning.